# محوطه خوادای
محوطه خوادای مربوط به دوره نوسنگی - عصر مفرغ - عصر آهن است و در شهرستان کوهدشت، بخش کوهنانی، دهستان کوهنانی، ۱/۵ کیلومتری جنوب شرق روستای منار علی عسگر واقع شده و این اثر در تاریخ ۱۸ اسفند ۱۳۸۷ با شمارهٔ ثبت ۲۵۲۳۵ به‌عنوان یکی از آثار ملی ایران به ثبت رسیده است.